# LKL de 2021–22
A Temporada da Liga Lituana de Basquetebol de 2021–22 foi a 29ª edição da principal competição de basquetebol masculino na Lituânia  disputada entre 18 de setembro de 2021 e 12 de junho de 2022. A equipe do Žalgiris defendia sua hegemonia buscando na ocasião o vigésimo quarto título, sendo o décimo segundo consecutivo, porém a equipe do BC Rytas conquistou seu sexto título após 12 anos de jejum
A liga oficialmente chama-se Betsafe LKL por motivos de patrocinadores.

## Equipes participantes
A equipe debutante nesta temporada é o Jonavos Sporto Klubas (CBet Jonavos) campeão da NKL, equivalente a segunda divisão na Lituânia
| Clube                   | Localização       | Arena                          |
| ----------------------- | ----------------- | ------------------------------ |
| Dzūkija                 | Alytus            | Alytus Arena                   |
| CBet Jonavos            | Jonava            | Jonava Sports Arena            |
| Uniclub Casino-Juventus | Utena             | Utena Arena                    |
| Lietkabelis             | Panevėžys         | Cido Arena                     |
| rytas Vilnius           | Vilnius           | Siemens Arena                  |
| Neptūnas                | Klaipėda          | Švyturys Arena                 |
| Nevėžis-Optibet         | Kėdainiai         | Kėdainiai Arena                |
| Pieno žvaigždės         | Pasvalys          | Pasvalys Pieno žvaigždės Arena |
| Šiauliai-7bet           | Šiauliai          | Šiauliai Arena                 |
| Labas Gas               | Prienai-Birštonas | Arena Prienai                  |
| Žalgiris                | Kaunas            | Žalgiris Arena                 |

## Temporada Regular

### Classificação
| Pos. | Clube                   | J  | V  | D  | Classificação |
| ---- | ----------------------- | -- | -- | -- | ------------- |
| 1    | rytas Vilnius           | 30 | 26 | 4  | Playoffs      |
| 2    | Žalgiris                | 30 | 26 | 4  | Playoffs      |
| 3    | Lietkabelis             | 30 | 23 | 7  | Playoffs      |
| 4    | CBet Jonavos            | 30 | 16 | 14 | Playoffs      |
| 5    | Šiauliai-7bet           | 30 | 15 | 15 | Playoffs      |
| 6    | Uniclub Casino-Juventus | 30 | 15 | 15 | Playoffs      |
| 7    | Neptūnas                | 30 | 14 | 16 | Playoffs      |
| 8    | Dzūkija                 | 30 | 11 | 19 | Playoffs      |
| 8    | Pieno žvaigždės         | 30 | 9  | 21 |               |
| 10   | Nevėžis-Optibet         | 30 | 7  | 23 |               |
| 11   | Labas Gas               | 30 | 3  | 27 |               |

### Fase 1 e 2
| Casa\Visitante          | DZU    | JON    | LAB    | LIE    | NEP   | NEV    | PIE   | RYT    | SIA    | JUV    | ZAL     |
| ----------------------- | ------ | ------ | ------ | ------ | ----- | ------ | ----- | ------ | ------ | ------ | ------- |
| Dzūkija                 |        | 86-62  | 72-69  | 65-76  | 67-79 | 81-66  | 92-86 | 61-88  | 75-66  | 83-80  | 100-105 |
| CBet Jonavos            | 85-63  |        | 93-77  | 74-66  |       | 88-76  | 77-69 | 79-94  | 58-69  | 86-80  | 80-86   |
| Labas Gas               | 70-77  | 68-81  |        | 65-92  | 62-87 | 93-102 | 79-87 | 68-82  | 88-109 | 80-74  | 78-81   |
| Lietkabelis             | 94-63  | 88-69  | 87-69  |        | 83-62 | 60-67  | 88-70 | 83-80  | 87-76  | 92-89  | 69-73   |
| Neptūnas                | 70-85  | 75-87  | 88-82  | 53-81  |       | 94-87  | 75-71 | 81-89  | 86-94  | 79-88  | 60-77   |
| Nevėžis-Optibet         | 83-78  | 95-100 | 90-80  | 77-78  |       |        | 73-79 | 68-100 | 66-79  | 73-75  | 69-77   |
| Pieno žvaigždės         | 75-81  | 76-80  | 78-81  | 97-107 |       | 87-88  |       | 66-76  | 108-90 | 76-90  | 69-85   |
| rytas Vilnius           | 81-65  | 76-60  | 106-77 | 85-71  | 97-76 | 108-73 | 91-75 |        | 79-76  | 89-111 | 67-72   |
| Šiauliai-7bet           | 97-85  | 93-87  | 86-80  | 74-97  | 75-77 | 91-77  | 84-62 |        |        | 80-66  | 64-97   |
| Uniclub Casino-Juventus | 101-84 | 89-86  | 88-75  | 75-92  | 76-64 | 94-77  | 94-82 | 92-103 | 70-79  |        | 71-78   |
| Žalgiris                | 78-70  |        | 103-77 | 84-70  | 98-79 | 102-77 | 99-70 | 75-84  |        | 101-77 |         |

### Fase 3 e 4
| Casa\Visitante          | DZU    | JON    | LAB     | LIE   | NEP   | NEV    | PIE   | RYT    | SIA    | JUV   | ZAL    |
| ----------------------- | ------ | ------ | ------- | ----- | ----- | ------ | ----- | ------ | ------ | ----- | ------ |
| Dzūkija                 |        | 73-81  |         | 86-90 | 67-79 | 93-76  | 92-86 | 61-88  |        | 83-80 | 63-74  |
| CBet Jonavos            |        |        | 100-84  |       |       |        | 91-82 | 67-91  | 62-79  | 65-71 | 100-97 |
| Labas Gas               | 62-72  | 68-81  |         |       | 63-73 | 86-97  |       |        |        | 88-81 | 71-88  |
| Lietkabelis             | 94-63  | 103-71 | 82-73   |       |       |        | 82-87 | 86-90  | 71-66  |       | 85-67  |
| Neptūnas                | 70-85  | 75-78  | 88-82   | 73-83 |       | 95-61  | 91-95 | 91-88  |        |       | 57-77  |
| Nevėžis-Optibet         |        | 88-92  |         | 60-85 | 64-65 |        | 85-92 | 85-109 | 96-83  |       | 64-72  |
| Pieno žvaigždės         | 101-78 |        | 106-102 |       | 69-82 | 87-88  |       |        | 67-89  | 92-84 | 83-102 |
| rytas Vilnius           | 88-68  |        | 86-70   |       |       | 108-73 | 99-66 |        | 101-68 | 82-74 | 87-74  |
| Šiauliai-7bet           | 84-83  |        | 96-93   |       | 84-87 |        |       | 77-89  |        | 91-94 | 86-89  |
| Uniclub Casino-Juventus | 95-78  |        |         | 93-94 | 82-79 | 96-73  |       | 92-103 |        |       | 76-84  |
| Žalgiris                | 78-70  | 93-70  |         |       |       |        | 99-70 |        | 90-74  |       |        |

## Playoffs

### Confrontos

#### Quartas de final
| Time 1        | Série | Time 2                  | 1º Jogo   | 2º Jogo | 3º Jogo | 4º Jogo | 5º Jogo |
| ------------- | ----- | ----------------------- | --------- | ------- | ------- | ------- | ------- |
| rytas Vilnius | 3 - 1 | Dzūkija                 | 76 - 63   | 73 - 80 | 87 - 59 | 92 - 66 | -       |
| CBet Jonavos  | 1 - 3 | Šiauliai-7bet           | 82 - 79   | 66 - 80 | 70 - 72 | 79 - 65 | -       |
| Žalgiris      | 3 - 2 | Neptūnas                | 92 - 88   | 68 - 70 | 87 - 71 | 78 - 87 | 89 - 60 |
| Lietkabelis   | 3 - 0 | Uniclub Casino-Juventus | 102 - 101 | 95 - 73 | 92 - 87 |         |         |

#### Semifinal
| Time 1        | Série | Time 2        | 1º Jogo | 2º Jogo | 3º Jogo | 4º Jogo | 5º Jogo |
| ------------- | ----- | ------------- | ------- | ------- | ------- | ------- | ------- |
| rytas Vilnius | 3 - 1 | Šiauliai-7bet | 97 - 75 | 72 - 84 | 94 - 79 | 87 - 77 | -       |
| Žalgiris      | 1 - 3 | Lietkabelis   | 71 - 70 | 55 - 79 | 69 - 73 | 75 - 86 | -       |

#### Decisão de terceiro lugar
| Time 1        | Série | Time 2   | 1º Jogo | 2º Jogo | 3º Jogo | 4º Jogo | 5º Jogo |
| ------------- | ----- | -------- | ------- | ------- | ------- | ------- | ------- |
| Šiauliai-7bet | 0 - 4 | Žalgiris | 75 - 92 | 85 - 90 | 70 - 85 | 76 - 89 | -       |

#### Final
| Time 1        | Série | Time 2      | 1º Jogo | 2º Jogo | 3º Jogo | 4º Jogo | 5º Jogo |
| ------------- | ----- | ----------- | ------- | ------- | ------- | ------- | ------- |
| rytas Vilnius | 4 - 1 | Lietkabelis | 68 - 77 | 88 - 66 | 85 - 63 | 78 - 77 | 79 - 76 |

## Campeões
| Betsafe LKL 2021-22 Campeões |
| ---------------------------- |
| rytas Vilnius 6º título      |

## Clubes lituanos em competições europeias
| Clube         | Competição        | Resultado                                                    |
| ------------- | ----------------- | ------------------------------------------------------------ |
| Žalgiris      | EuroLiga          | Eliminado - Temporada Regular como 15º colocado com 8v - 20d |
| Lietkabelis   | EuroCopa          | Eliminado - Oitavas de finais para Virtus Bologna            |
| Juventus      | Liga dos Campeões | Eliminado - Fase Classificatória por Kalev/Cramo (81:86)     |
| rytas Vilnius | Liga dos Campeões | Eliminado - Ronda dos 16 como 3º do Gr. L (0v-2d)            |